# Wilhelm Gorton (Politiker, 1864)

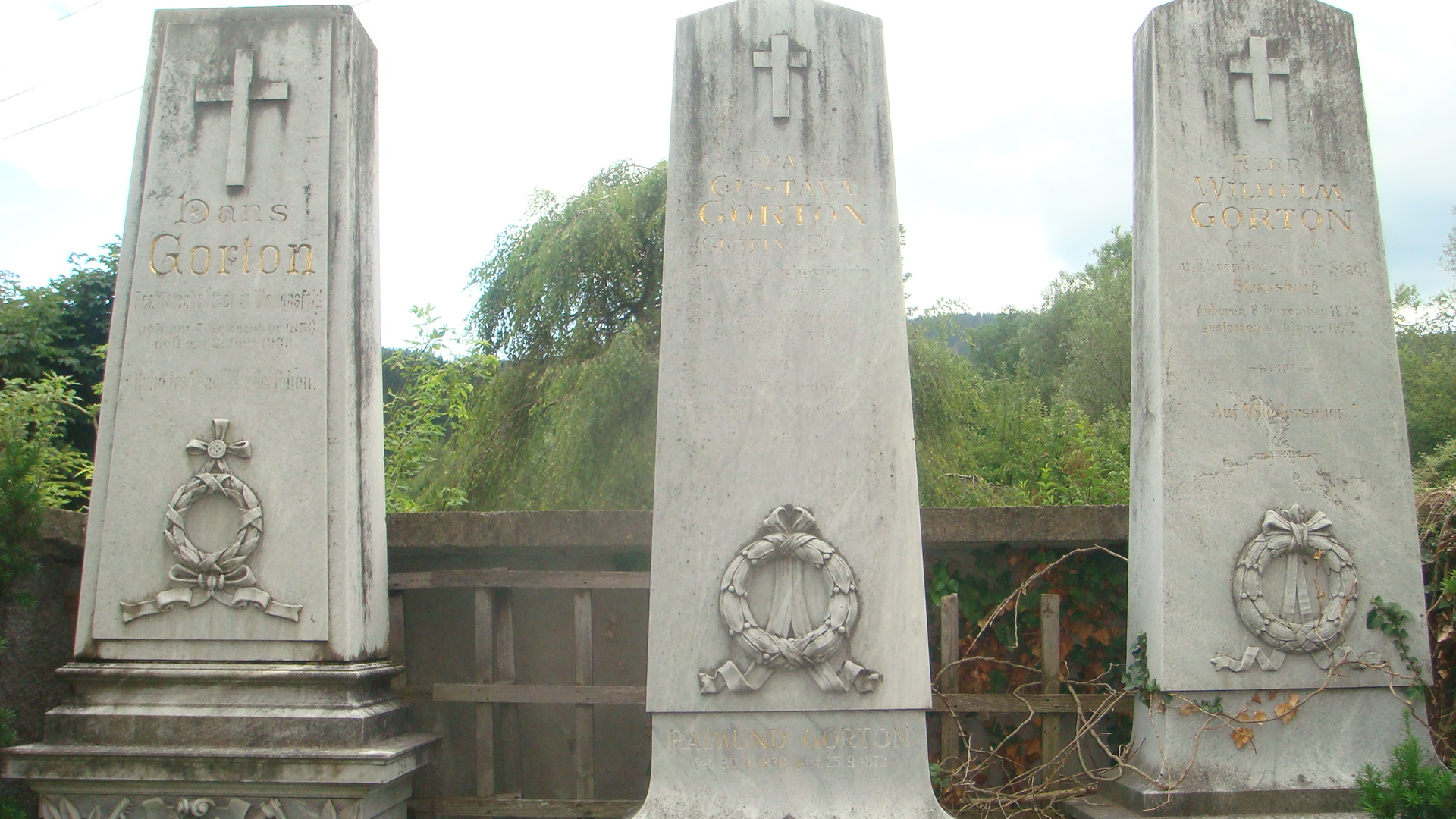
Obelisken der Gorton Grabsteine in Weitensfeld im Gurktal

Wilhelm Gorton (* 8. Dezember 1864 in Weitensfeld im Gurktal; † 6. Januar 1922 in Straßburg (Kärnten)) war ein österreichischer Politiker, Großgrundbesitzer und Ehrenbürger der Kärntner Stadt Straßburg.

## Leben
Wilhelm Gorton wuchs als Sohn eines Gutsbesitzers in Weitensfeld in Kärnten auf. Als Schüler an der Oberrealschule Klagenfurt gehörte er zu den Stiftern der pennalen Burschenschaft Alpina. Während seines Studiums wurde er 1884 Mitglied der Burschenschaft Silesia Wien. Gorton heiratete am 29. Oktober 1890 die Gutsbesitzerin Gustava Aloisia Gorton (1863–1920), geborene Gräfin von Egger, die in erster Ehe mit seinem gut ein Jahr zuvor verstorbenen  Cousin Johann Gorton verheiratet gewesen war.
Gorton war Bürgermeister der Stadt Straßburg in Kärnten sowie als Vertreter des „großen Grundbesitzes“ (GG) Abgeordneter zum Kärntner Landtag. Er wurde am 14. März 1899 für Simon Rainer angelobt und verblieb bis 1914 drei Wahlperioden lang in dieser Funktion.
Nach einem großen Brand in Weitensfeld im Jahre 1890, bei dem entlang der Marktstraße zahlreiche Gebäude abbrannten, wurde am 30. Juli 1890 unter seiner Leitung die Freiwillige Feuerwehr zu Weitensfeld im Gurktal gegründet und Gorton zum ersten Kommandanten gewählt. Am 6. Januar 1922 starb Wilhelm Gorton im Alter von 57 Jahren in Straßburg.